# Řepov
Řepov (en allemand : Repow) est une commune du district de Mladá Boleslav, dans la région de Bohême-Centrale, en République tchèque. Sa population s'élevait à 723 habitants en 2020.

## Géographie
Řepov se trouve à 6 km à l'est-sud-est du centre de Mladá Boleslav et à 53 km au nord-est de Prague.
La commune est limitée par Plazy au nord, par Židněves au nord-est, par Kolomuty à l'est et au sud-est, par Dobrovice au sud, et par Mladá Boleslav au sud-ouest et à l'ouest.

## Histoire
La première mention écrite de la localité date de 1252.